# 21628 Lucashof
A 21628 Lucashof (ideiglenes jelöléssel 1999 ND4) a Naprendszer kisbolygóövében található aszteroida. A LINEAR projekt keretében fedezték fel 1999. július 13-án.